# Rosa Parks
Rosa Louise Parks, nata Rosa Louise McCauley (Tuskegee, 4 febbraio 1913 – Detroit, 24 ottobre 2005), è stata un'attivista statunitense.

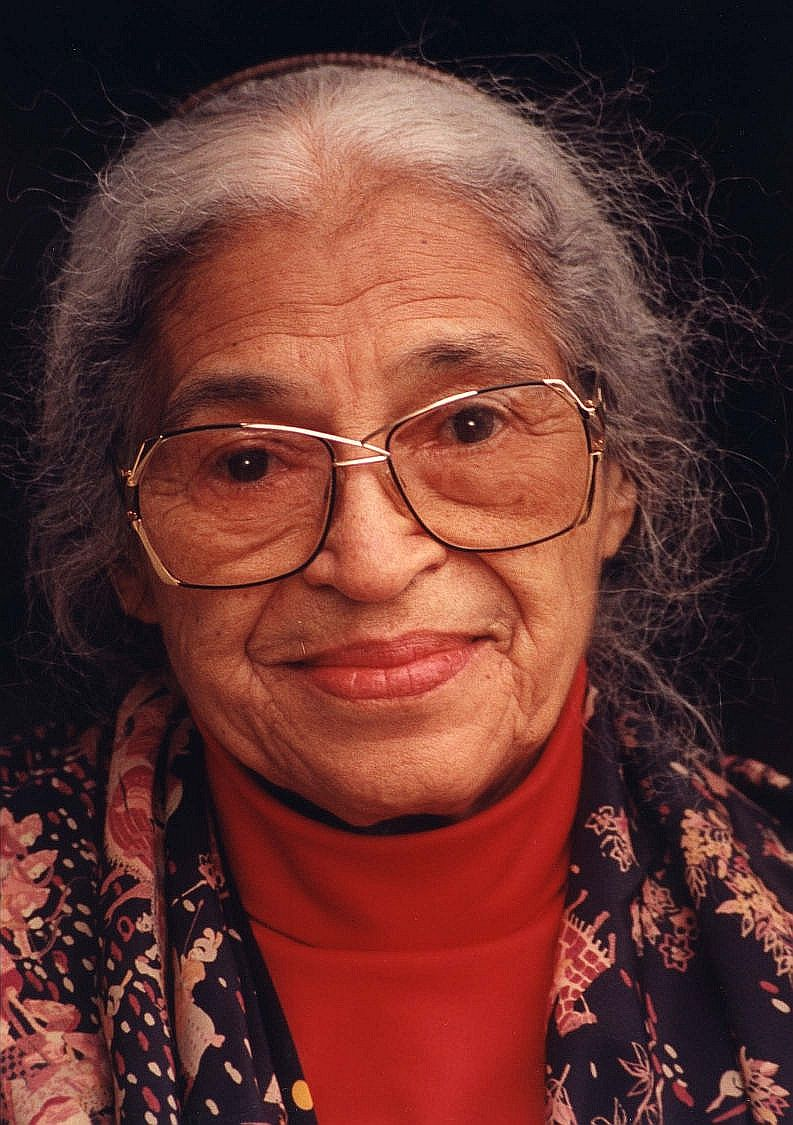
Rosa Parks in una foto J.

Attivista del movimento per i diritti civili, divenne famosa per aver rifiutato nel 1955 di obbedire alla regola di cedere il proprio posto su un autobus a un bianco, dando così origine al boicottaggio dei bus a Montgomery. La sua azione si inseriva in un contesto di proteste; nove mesi prima Claudette Colvin era stata protagonista di un episodio analogo. All'episodio di Rosa Parks fu data maggiore risonanza.
Rosa Parks è stata anche soprannominata Mother of the Civil Rights Movement.
Scrisse anche un'autobiografia, e soprattutto dopo la morte, la sua storia è stata protagonista di diversi prodotti d'intrattenimento di massa.

## Biografia

### La giovinezza e i primi passi da attivista
Rosa Parks era figlia di James Henry McCauley (1886-1962), un falegname e scalpellino, e di Leona Carlie Edwards (1888-1979), un'insegnante di scuola elementare, i quali si sposarono il 12 aprile 1912. Durante la guerra sua madre lavorò a Detroit, nel Michigan, e Rosa vide che gli afroamericani del nord avevano più libertà degli afroamericani del sud. Oltre alla discendenza africana, uno dei bisnonni di Rosa Parks era scozzese-irlandese e una delle sue bisnonne una schiava in parte nativa americana. Sofferente sin da bambina di cattive condizioni di salute con tonsillite cronica, la sua era un'umile famiglia di origine afroamericana e di confessione metodista che viveva a Tuskegee, una cittadina poco distante da Montgomery, in Alabama. Anche i suoi genitori erano attivisti per la comunità afroamericana. L'ambiente in cui crebbe Rosa era contraddistinto da una forte propensione al razzismo e caratterizzato da stringenti norme razziali, di retaggio schiavista, panorama simile a quello di diversi stati del sud degli Stati Uniti che in quel periodo predicavano la divisione tra neri e bianchi, secondo il motto separate but equal, ed in cui le persone di colore godevano di minori diritti e subivano continue umiliazioni.
Nel 1932, a 19 anni, sposò il barbiere Raymond Parks, attivista nel movimento per i diritti civili degli afroamericani, del quale assunse il cognome ed il quale la introdusse all'attivismo. Rosa nel frattempo lavorò come sarta e si dedicò sempre di più all'attività politica. Tra le cause che prese a cuore viene ricordata quella degli Scottsboro Boys, un gruppo di nove ragazzi di colore tra i 13 e i 19 anni, che dopo una rissa su un treno vennero accusati ingiustamente di aver usato violenza su due ragazze bianche, a cui la Parks diede sostegno sia emotivo sia concreto, partecipando e organizzando diverse iniziative a favore della loro liberazione.
Nel 1933, a 20 anni, Rosa Parks finì gli studi, grazie alle incitazioni del marito Raymond Parks.
Nel 1943 venne nominata segretaria della sezione locale dell'associazione nazionale per la promozione delle persone di colore, la NAACP, ed è in questo ruolo che nel 1954 si trovò a collaborare con Martin Luther King, all'epoca giovane ed ancora sconosciuto, alle prese con il suo primo incarico come pastore protestante nella chiesa di Dexter Avenue.

### L'arresto

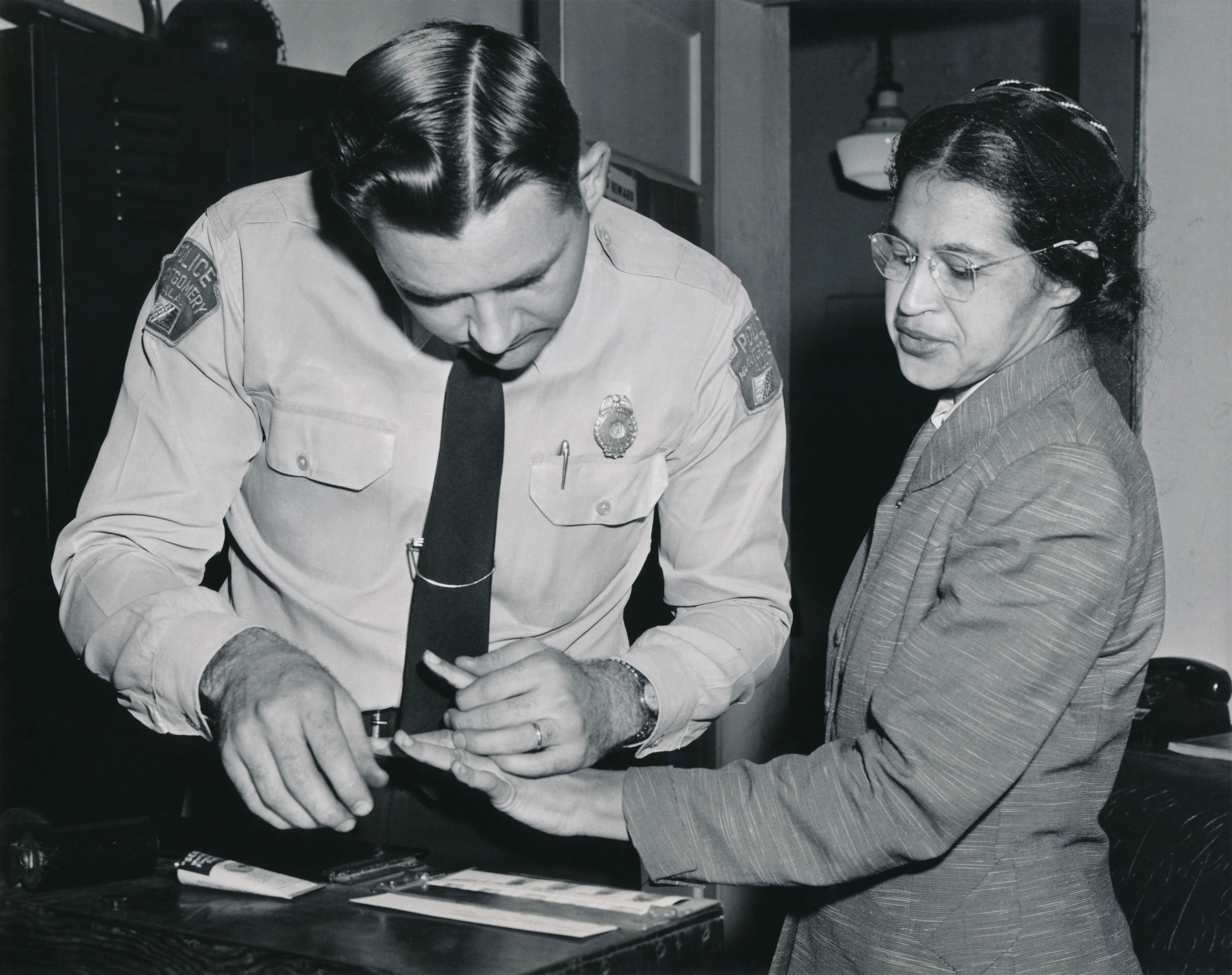
Rosa Parks appone l'impronta digitale su un verbale della polizia, dopo essere stata arrestata di nuovo il 22 febbraio 1956, durante il boicottaggio degli autobus di Montgomery.

Il 1º dicembre 1955, Rosa prese l'autobus per rientrare a casa dal suo lavoro di sarta in un grande magazzino di Montgomery. Non trovando posti liberi nel settore riservato ai neri, occupò il primo posto dietro all'area riservata ai bianchi, nel settore dei posti accessibili sia ai bianchi sia ai neri, posti che però i neri avevano l'obbligo di cedere qualora fosse salito un bianco e non avesse trovato posti liberi tra quelli riservati ai bianchi. Dopo tre fermate l'autista, l'ex militare James F. Blake, le chiese di alzarsi e spostarsi in fondo all'automezzo per cedere il posto ad un passeggero bianco salito dopo di lei. Rosa, mantenendo un atteggiamento calmo, sommesso e dignitoso, rifiutò di muoversi e di lasciare il suo posto. Il conducente fermò il veicolo e chiamò due agenti di polizia per risolvere la questione: Rosa Parks fu arrestata e incarcerata per condotta impropria e per aver violato le norme cittadine. 

Blake e la Parks si erano già incontrati su un autobus da lui guidato nel 1943, anno in cui la donna era salita sul mezzo dalla porta anteriore, riservata ai bianchi, e l'autista le aveva chiesto di scendere e risalire dalla porta posteriore, dedicata ai neri; Rosa, indignata, era scesa ed aveva atteso l'autobus successivo, promettendosi che da quel momento, ogni volta che avrebbe preso un autobus, non sarebbe salita qualora vi avesse nuovamente visto Blake al volante. 

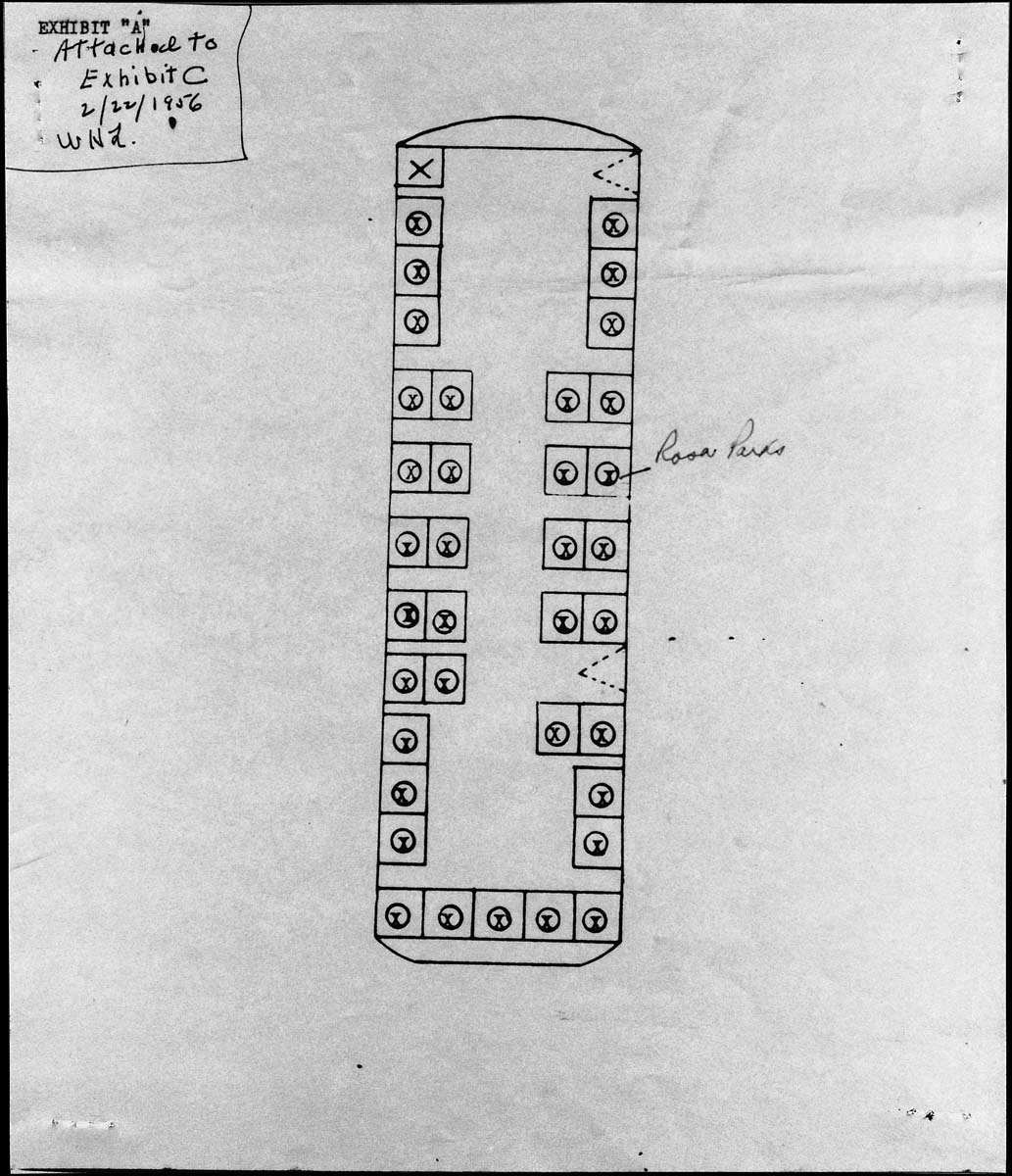
Schema che mostra il posto occupato da Rosa Parks sull'autobus di Montgomery, Alabama, il giorno 1 dicembre 1955

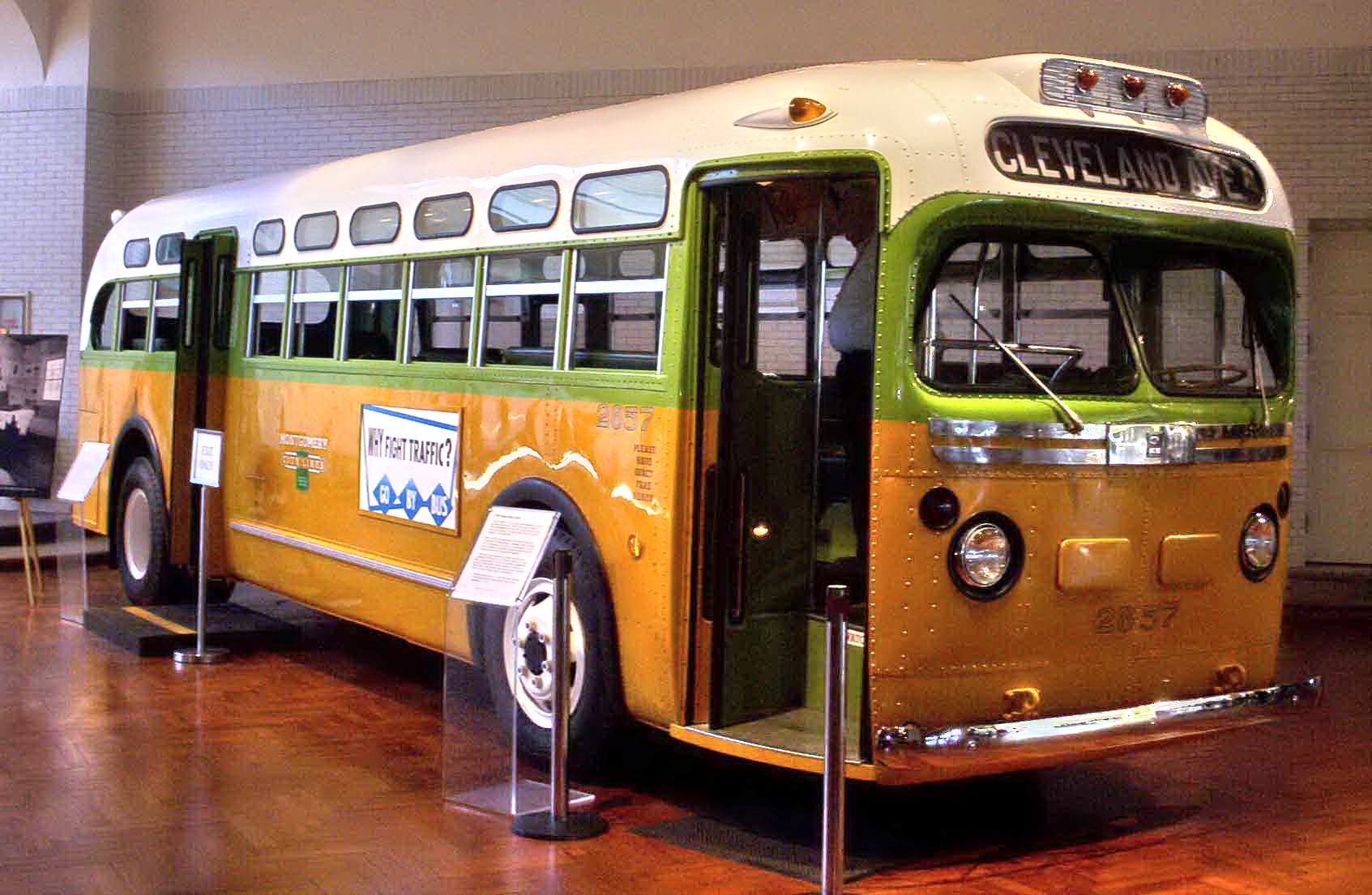
L'autobus sul quale la Parks rifiutò di cedere il proprio posto, ora esposto all'Henry Ford Museum

Rosa Parks fu quindi incarcerata con l'accusa di “condotta impropria”, ma poche ore dopo l'accaduto venne scarcerata grazie a Clifford Durr, un avvocato bianco antirazzista da sempre impegnato nella battaglia per i diritti civili della comunità afroamericana, che decise di pagare la cauzione alla donna.

### La protesta da parte degli afroamericani
La notizia dell'arresto di Rosa Parks e dell'episodio si diffuse velocemente: la popolazione afroamericana si trovò in subbuglio, pronta a protestare ma nel terrore di eventuali rappresaglie da parte dei bianchi e di peggiorare ulteriormente la situazione. Fu Jo Ann Robinson, presidentessa della Women’s Political Council, un’associazione femminile afroamericana, a proporre un'azione di protesta pacifica: quella notte fece stampare migliaia di volantini in cui invitava la popolazione nera a boicottare i mezzi pubblici e li distribuì nei vari luoghi di ritrovo. Martin Luther King ed altri leader del movimento contro la discriminazione razziale vennero a sapere dell'iniziativa ed aiutarono a organizzarla e diffonderla.
Il giorno successivo, il 5 dicembre, incominciò il boicottaggio degli autobus di Montgomery, protesta che durò per 381 giorni; decine di autobus rimasero fermi per mesi finché non venne abolita la legge che legalizzava la segregazione. Le proteste furono appoggiate non solo dalla popolazione afroamericana ma anche dall'opinione pubblica e alcuni particolari ordini di lavoratori, come i tassisti, che abbassarono il costo delle corse a quello di un biglietto del bus per agevolare i partecipanti al boicottaggio. Lo stesso giorno si tenne il processo a Rosa Parks che se la cavò con una multa. Questi eventi diedero inizio a numerose altre proteste in molte parti del paese. Lo stesso King scrisse sull'episodio descrivendolo come «l'espressione individuale di una bramosia infinita di dignità umana e libertà», aggiunse che Rosa «rimase seduta a quel posto in nome dei soprusi accumulati giorno dopo giorno e della sconfinata aspirazione delle generazioni future».
Nel 1956 il caso di Rosa Parks arrivò alla Corte Suprema degli Stati Uniti, che stabilì, all'unanimità, l'incostituzionalità della segregazione sugli autobus pubblici dell'Alabama.

### Dopo la protesta

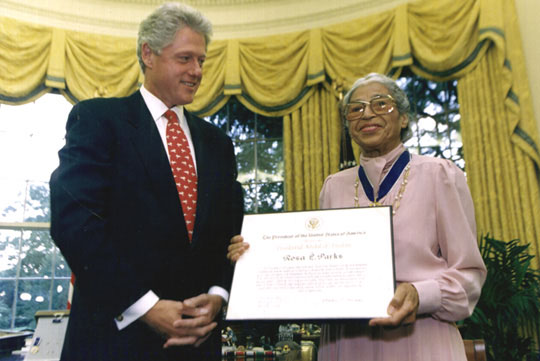
Rosa Parks con Bill Clinton

Sebbene non fosse una leader del movimento per i diritti civili che si stava sviluppando nell'ultima parte degli anni cinquanta, la figura di Rosa Parks divenne un simbolo importantissimo per gli attivisti e, di conseguenza, malvista dagli ambienti segregazionisti bianchi contrari alla protesta nera. Ricevette numerose minacce di morte e, non riuscendo più a trovare lavoro, all'inizio degli anni sessanta decise di trasferirsi a Detroit, nel Michigan, dove ricominciò a lavorare come sarta. Successivamente, dal 1965 al 1988 lavorò come segretaria per il deputato al Congresso John Conyers.
Nel 1979 fu una delle protagoniste della raccolta di figurine collezionabili Supersisters, che aveva l'obiettivo di proporre modelli femminili di successo in campo politico, sportivo, sociale e culturale.
Nel febbraio del 1987 Parks fondò il Rosa and Raymond Parks Institute for Self Development insieme a Elaine Eason Steele in onore del marito Raymond Parks. Nel 1999 ottenne la Medaglia d'oro del Congresso.
È morta per cause naturali a Detroit il 24 ottobre 2005, all'età di 92 anni. Dopo la morte della donna, la nipote ha scelto di salvare la casa in cui Rosa dovette rifugiarsi dopo il celebre gesto e di donarla all'artista contemporaneo Ryian Mendoza. L'edificio, minuscolo e fatiscente, sarebbe stato demolito a breve a causa della crisi immobiliare del 2008, ma grazie all'intervento della nipote è stato salvato e Mendoza ne ha creato una riproduzione esatta. Inizialmente l'opera d'arte è stata esposta in Germania e poi nel cortile del Palazzo Reale di Napoli, poiché negli Stati Uniti non era stato possibile trovare una sistemazione permanente.

## Tributi

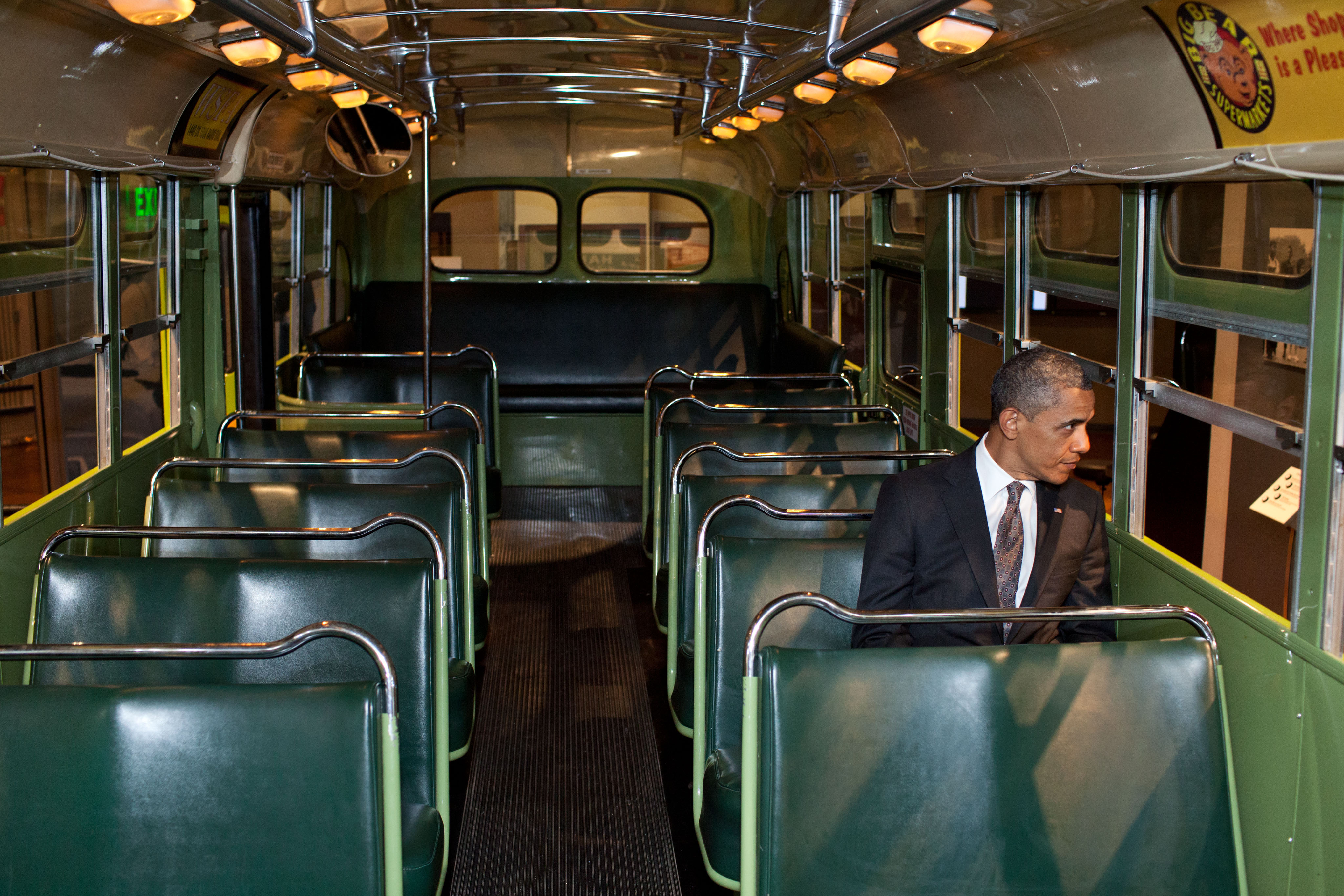
Barack Obama sul bus dove avvenne la vicenda: la Parks si era accomodata nella stessa fila in cui Obama è seduto, ma sul lato opposto.

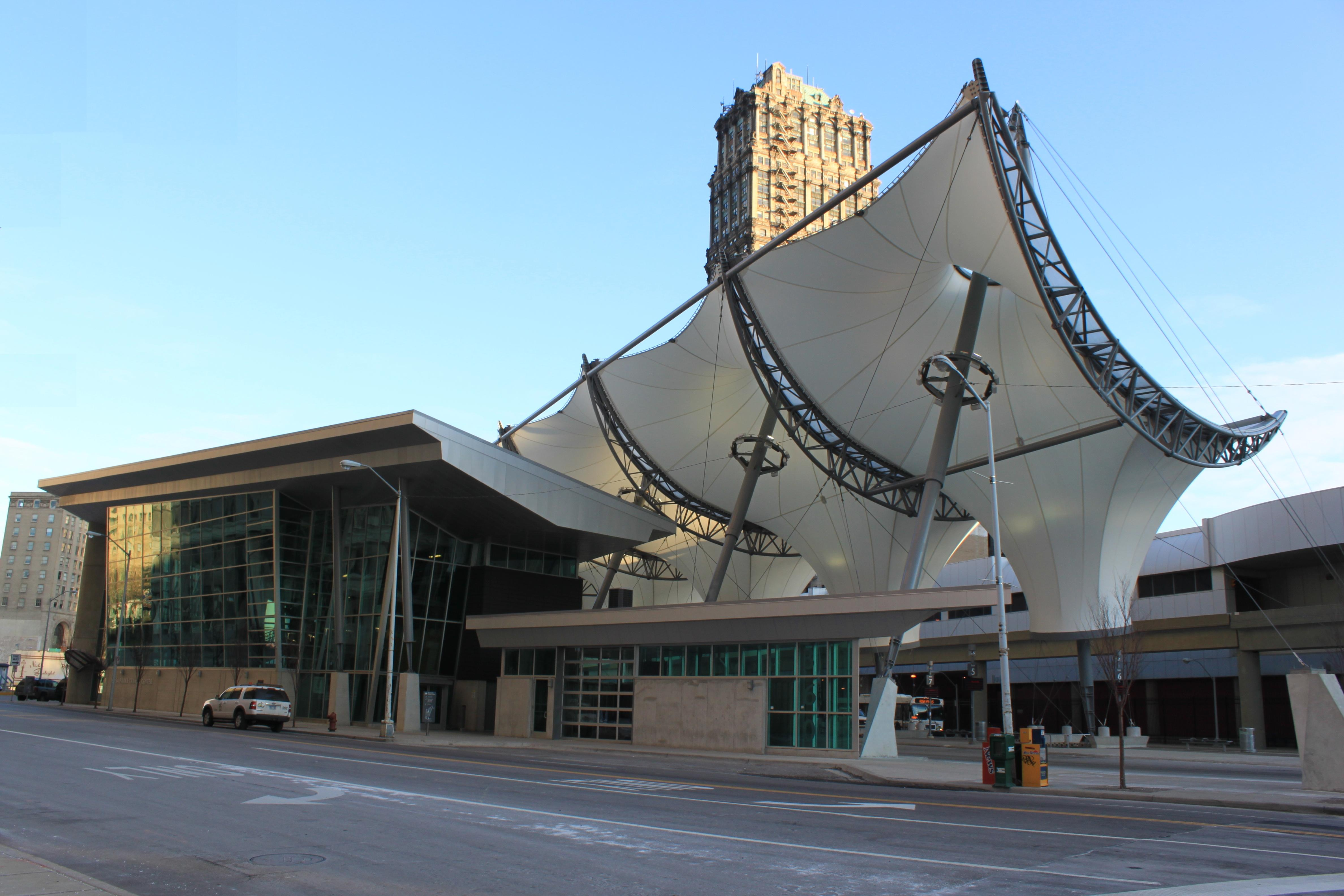
Rosa Parks Transit Center, Detroit

- Nel 1976, Detroit ribattezzò la 12th Street "Rosa Parks Boulevard[12].
- Nel 1979, la NAACP insignì Parks della Spingarn Medal[13][14].
- Nel 1980 ricevette il Martin Luther King Jr. Award[15].
- Nel 1983 fu introdotta nella Michigan Women's Hall of Fame per la sua opera in merito ai diritti civili[16].
- Nel 1990 Parks fu invitata a partecipare al gruppo che accoglieva Nelson Mandela alla sua liberazione dalla prigionia in Sud Africa[17]; nello stesso anno parte della Interstate 475 nei pressi di Toledo, Ohio prese il suo nome[18].
- Nel 1999 Time la definì una delle 20 figure del XX secolo più influenti[19].
- Nel 2000, lo Stato americano dove nacque la insignì della Alabama Academy of Honor[20]; ricevette inoltre la prima Governor's Medal of Honor for Extraordinary Courage.[21]
- Nel 2002, Molefi Kete Asante la incluse nella sua lista dei 100 afroamericani più importanti[22].
- Nel 2003 il bus numero 2857 su cui viaggiava fu restaurato ed entrò a far parte del 
Museo Henry Ford[23].
- Nel 2004 nella Los Angeles County nella rete MetroRail la stazione Imperial Highway/Wilmington, dove la Blue Line si connette con la Green Line, è stata ufficialmente ribattezzata "Rosa Parks Station"[24][25].
- Nel 2014 le è stato dedicato l'asteroide 284996 Rosaparks.
- Nel 2020 le è stata intitolata una passerella a Padova, non lontano dal Giardino dei Giusti del Mondo.
- Il 12 maggio del 2021 le è stato dedicato un parco a Milano.

## Nei media

### Cinema
Al personaggio di Rosa Parks è ispirato il film La lunga strada verso casa (1990) di Richard Pearce, interpretato da Whoopi Goldberg.
Alla sua storia è stato dedicato anche il film statunitense The Rosa Parks Story (2002), scritto da Paris Qualles e diretto da Julie Dash, in cui la figura di Rosa è interpretata da Angela Bassett. Il film è stato trasmesso dal canale televisivo CBS il 24 febbraio 2002.
Il documentario Mighty Times: The Legacy of Rosa Parks, diretto da Robert Houston nel 2002, ha ottenuto la candidatura all'Oscar al miglior cortometraggio documentario.
Nel 2018 è uscito Io sono Rosa Parks, cortometraggio del regista Alessandro Garilli. Il film ha vinto il premio G2 nella sezione MigrArti alla 75ª Mostra Internazionale d’Arte Cinematografica a Venezia.

### Televisione e altro
Nell'undicesima stagione della serie televisiva britannica Doctor Who è presente un episodio dedicato a Rosa Parks.
Nel 2020 è stato realizzato dallo studio californiana Eido, in occasione di un Ted talk, il cortometraggio animato The Hidden Life of Rosa Parks che in cinque minuti ripercorre la storia dell'attivista prima e dopo l'evento del posto sull'autobus. Nella 9 stagione di The Big Bang Theory, viene citata da Sheldon per una questione vagamente simile.

### Musica
- Sister Rosa della band afroamericana The Neville Brothers fa parte dell'album Yellow Moon (1989)
- Rosa Parks della band statunitense OutKast fa parte dell'album Aquemini (1998)
- Rosa Parks della band italiana Corimè fa parte dell'album La scelta (2014)
- Blackbird della band inglese The Beatles
- La neña del Salvador del cantante italiano Alberto Fortis.
- OK. Respira della cantante italiana Elodie (2022)